# زیر آب (فیلم ۲۰۲۰)
زیر آب (انگلیسی: Underwater) یک فیلم در ژانر علمی تخیلی ترسناک به کارگردانی ویلیام اوبنک و نویسندگی برایان دافیلد و آدام کوزاد است که در سال ۲۰۲۰ منتشر شده‌است. از بازیگران آن می‌توان به کریستن استوارت، ونسان کسل، جسیکا هنویک، تی جی میلر، و جان گلگر، جونیور اشاره کرد.
این فیلم در ۱۰ ژانویه ۲۰۲۰ در ایالات متحده اکران شد.

## داستان
یک شرکت حفاری در اعماق اقیانوس مشغول به فعالیت است که با یک زلزله مهیب همه چیز بهم می‌ریزد و پای یک موجود ناشناختهٔ غول پیکر به میان می‌آید و بازیگران فیلم برای نجات خویش باید تلاش کنند اما…